# Riu Stewart
El riu Stewart (en anglès Stewart River) és un afluent del riu Yukon que discorre íntegrament pel territori del Yukon, al Canadà. Té una llargada de 533 km i té el seu naixement a les muntanyes Selwyn, a la frontera entre els Territoris del Nord-oest i Yukon. Des d'aquest punt el riu discorre cap a l'est, per anar a trobar la vila de Mayo. El riu travessa la Klondike Highway a Stewart Crossing, i durant uns 56 km aniran paral·lels. Després de deixar l'autopista, el riu va cap al sud-oest fins a unir-se al riu Yukon 112 quilòmetres al sud de Dawson City. El poble abandonat de Stewart River es troba a la desembocadura del riu.
El riu Stewart fou explorat per Robert Campbell, de la Hudson's Bay Company, el 1850 i anomenà en riu en com algun dels seus companys d'empresa. La zona es trobava sense desenvolupar fins que la febre de l'or va obrir l'àrea a la prospecció i la mineria. En estar el riu allunyat del riu Klondike i les seves mines d'or més conegudess no va rebre tanta atenció per part de les grans companyies mineres. Aquí foren petits miners a títol individual i petites empreses les que buscaren or al llarg del riu. El 1914 es trobà plata en un afluent, cosa que estimulà la mineria.
L'extracció de plata anà en augment i el 1923 el valor de la plata extreta de la zona del riu Stewart era superior a la de l'or tret del riu Klondike.